# Marcel de Souza
Marcel Ramon Ponikwar de Souza (Campinas, 4 de dezembro de 1956) é um jogador, treinador de basquetebol e médico brasileiro.

## Vida pessoal
Atualmente divorciado, foi casado duas vezes: A primeira em 1982 com a ex-voleibolista Ivonete das Neves, com a qual teve a filha Gabriela, ex-voleibolista.
O segundo casamento foi com a médica Fabiana Petter Camillo, de quem se divorciou em 2021.
É irmão do ex-basquetebolista Maury Ponikwar de Souza e sogro de Guilherme Giovannoni.

## Carreira no basquetebol
Como jogador atuou em clubes nacionais e internacionais, além de servir a Seleção Brasileira de Basquetebol Masculino por 20 anos com um total de 392 jogos e 5.297 pontos.

Disputou 4 edições de Jogos Olímpicos: Moscou 1980, Los Angeles 1984, Seul 1988 e Barcelona 1992; 5 Campeonato Mundiais; 5 Jogos Pan-Americanos. Esteve por 6 temporadas no basquetebol italiano.

Os primeiros contatos com o basquete  já iniciar com apenas 5 anos de idade, por incentivo do pai. Mas sua carreira nas divisões de base do Corinthians e em 1968, no Corinthians e com apenas 1 ano na categoria juvenil já recebia o prêmio de melhor jogador da categoria. Em São Paulo, foi a revelação da equipe principal do Jundiaiense em 1972.Em 1973 chega a seleção brasileira com apenas 16 anos de idade  para uma excursão pelos EUA de 10 partidas. Ele entrava na seleção que abandonaria apenas após disputar a Olimpíada de Barcelona, em 1992.
No  Campeonato Mundial em 1978 fez o a cesta que conferiu  medalha de bronze ao Brasil,  após  Itália ter a pose  de bola e converter  e está com placar de 85 x 84, Marcel conduz  a bola com apenas 3 segundos  e com cronometro  quase zerado Marcel  pouco antes do garrafão acerta a cesta de que dá vitória ao Brasil.
O Esporte Clube Sírio era o clube sensação do basquete nacional a época e Marcel fora contratado para defendê-lo. A seleção brasileira tinha selecionados jovens,  Marcel  ao lado de Oscar eram os grandes destaques, então investindo para conquistar o Campeonato mundial Interclubes de Basquete  contratou o Mão Santa como reforço que já tinha Marcel. e  1979 foi o ano da consagração do  Sírio, com uma campanha de apenas 4 partidas perdidas , conquistou o Campeonato Paulista, Campeonato Brasileiro, Campeonato Sul-Americano Interclubes e maior de todos os títulos  o Campeonato Mundial.
Foi convidado a defender o Alno Fabriano Itália e comemourou muito de etr a grande chance de jogar no basquete mais organizado e competitivo do mundo, sendo bem recebido e com pouco tempo aclamado como  o “salvador da pátria”. Além deste clube italiano defendeu  outro o Indesit Caserta.
Sua conquista mais importante pela seleção foi na disputa da medalha de ouro nos Jogos Pan-Americanos de 1987 em Indianápolis, desbancando o time da casa, a poderosa seleção americana que contava com astros como como David Robinson, Rex Chapman, Dan Majerle e Danny Manning. Marcel e Oscar comandaram uma virada histórica do Brasil, por 120-115. Na época foi a maior conquista do esporte nacional, desde a Copa do Mundo de 70. A façanha brasileira motivou que os Estados Unidos criassem o primeiro Dream Team. 
Em 1994, aos 38 anos, abandonou as quadras. Recebeu um convite para treinar o Guarulhos. Logo depois, uma parceria com Oscar foi tentada, mas não durou muito tempo. Após a experiência, Marcel assumiu o Esporte Clube Pinheiros, clube no qual atingiu sua maioridade como técnico e conseguiu seus principais resultados.
Em 2010 depois de 3 anos afastados do basquete treinou a equipe do Barueri. Em 2012 se candidatou a vereador na cidade de Jundiaí.

## Carreira na Medicina
Estudou Medicina conciliando com o basquete. Sempre com bom aproveitamento, graduou-se na Faculdade de Medicina de Jundiaí (Jundiaí-SP) e fez residência em Radiologia e Medicina da Família e da Comunidade, profissão que exerce até os dias atuais. Atuou como comentarista na TV em transmissões de basquetebol. Paralelamente a medicina Marcel tem uma empresa de consultoria no esporte, a DATA BASKET Consultoria.

## Clubes

### Jogador
| Clube                       | País           | De   | Até  |
| Corinthians                 | Brasil         | 1968 | 1968 |
| Jundiaí Clube               | Brasil         | 1969 | 1973 |
| Sírio                       | Brasil         | 1974 | 1975 |
| Universidade de Bradley     | Estados Unidos | 1975 | 1976 |
| Sírio                       | Brasil         | 1976 | 1983 |
| Indesit Juvecaserta Basket  | Itália         | 1983 | 1984 |
| Clube Atlético Monte Líbano | Brasil         | 1984 | 1985 |
| Jundiaí Clube               | Brasil         | 1986 | 1986 |
| Alno Fabriano Basquetebol   | Itália         | 1986 | 1989 |
| Clube Atlético Monte Líbano | Brasil         | 1989 | 1990 |
| Corinthians-RS              | Brasil         | 1990 | 1992 |
| Sírio                       | Brasil         | 1992 | 1993 |
| Palmeiras                   | Brasil         | 1993 | 1994 |

### Treinador
| Clube                      | País   | De   | Até  |
| AA Guaru (Guarulhos)       | Brasil | 1994 | 1997 |
| Bandeirantes (Barueri)     | Brasil | 1997 | 1998 |
| Pinheiros                  | Brasil | 1998 | 2001 |
| Jundiaí Basquete Feminino  | Brasil | 2001 | 2001 |
| Databasket São Bernardo    | Brasil | 2002 | 2004 |
| Jundiaí Basquete Masculino | Brasil | 2005 | 2006 |
| GR Barueri                 | Brasil | 2010 | 2010 |
| Pinheiros                  | Brasil | 2014 | 2015 |

## Títulos e resultados

### Clubes de basquetebol
Campeonato Paulista de Basquete
- 1968- Campeão atuando pelo Corinthians
- 1977- Vice-campeão atuando pelo Sírio
- 1979- Campeão atuando pelo Sírio [6]
- 1980- Campeão atuando pelo Sírio[6]
- 1983- Vice-campeão atuando pelo Sírio
- 1984- Campeão atuando pelo Monte Líbano
- 1985- Vice-campeão atuando pelo Monte Líbano

Campeonato Brasileiro de Basquete
- 1978- Campeão atuando pelo Sírio[6]
- 1979- Campeão atuando pelo Sírio[6]
- 1984- Campeão atuando pelo Monte Líbano[6]

### Seleção Brasileira de Basquetebol Masculino
Campeonato Mundial de Basquetebol Masculino
- 1974- 6º Lugar  (San Juan,  Porto Rico)[12]
- 1982- 8º Lugar(Cali,  Colômbia)[13]
- 1986- 4º Lugar(Madrid,  Espanha)[14]
- 1990- 5º Lugar(Buenos Aires,  Argentina)[15]

Jogos Pan-Americanos
- 1987- 1º Lugar  (Indianapolis,  Estados Unidos)
- 1991- 5º Lugar  (Havana,  Cuba)[6]

Jogos Olímpicos de Verão
- 1980- 5º Lugar (Moscou,  União Soviética)[2]
- 1984- 9º Lugar (Los Angeles, Estados Unidos)[2]
- 1988- 5º Lugar (Seul,  Coreia do Sul)[2]
- 1992- 5º Lugar(Barcelona,  Espanha)[2]

Torneio Pré-Olímpico das Américas
- 1976- 4º lugar ( Canadá) [6]
- 1980- 4º lugar ( Porto Rico) [6]